# جان ماري أندريه
جان ماري أندريه هو كيميائي بلجيكي، ولد في 31 مارس 1944 في شارلوروا في بلجيكا.

## وصلات خارجية
- الموقع الرسمي